# Anlamani
Anlamani   (segle VII aC - 593 aC) fou un rei de Napata (Núbia) que va governar del 623 al 593 aC. Era fill de Senkamanisken al que va succeir a la seva mort. Va governar durant uns trenta anys. A la seva mort el va succeir el seu germà Aspelta. Fou enterrat a Nuri.
Sota el seu regnat, el regne de Cuix va experimentar un renaixement en el seu poder. Anlamani era fill de Senkamanisken, el seu predecessor, i el germà gran d'Aspelta, el seu successor.
Anlamani va utilitzar títols basats en els dels faraons egipcis.